# Perry Mason: Il caso Jokester
Perry Mason: Il caso Jokester (A Perry Mason Mystery: The Case of the Jealous Jokester) è un film per la televisione del 1995, diretto dal regista Vincent McEveety.

## Trama
Bill McKenzie è lo zio di Ivy West. La nipote è impiegata di produzione di una serie televisiva famosa "Josie" con Josie Joplin protagonista. Per inseguire un po' di pubblicità gratuita, Josie inscena violenti battibecchi con Ivy fingendo che questa abbia una relazione con suo marito, in modo che i giornali parlino di loro e di conseguenza della serie. Bill, essendo preoccupato per l'immagine della nipote, si reca agli studi televisivi di Denver ed assiste personalmente a una delle scene combinate dove una fotografa scatta delle istantanee al segnale convenuto con Josie. Nella notte Ivy viene chiamata da un messaggio perentorio che si suppone di Josie e si reca all'albergo dove l'attrice si è trasferita, rischiando addirittura, di finire sotto le ruote di una jeep. All'albergo, Ivy entra senza che nessuno la veda e quando arriva in camera di Josie viene tramortita e si ritrova vicino al cadavere dell'attrice con l'arma del delitto in mano. Subito McKenzie si mette ad indagare per togliere dai guai sua nipote e per questo chiede aiuto a Ken Malansky e Della Street, la quale, essendo stata chiamata da Perry Mason all'Aja nei Paesi Bassi alla Corte Internazionale, affida entrambi alle capaci mani della sua assistente Janice. Addentrandosi sempre più nel mondo patinato della televisione, Bill e Ken, aiutati dalla rampante e ambiziosa fotografa, scoprono vari segreti e bugie, droghe e tradimenti, sino ad arrivare a un'inaspettata verità, ovviamente in tribunale.

## Curiosità
- Nel film l'avvocato William McKenzie è un personaggio particolare che esula dai canoni consueti: pur non essendo giovane viaggia in moto, veste scamosciato con cappello da cowboy, ha una fattoria dove si occupa di cavalli. La trama invece, è diretta figlia del canovaccio tipico di Perry Mason (persona innocente, prove, ricerche e dimostrazione finale con scoperta del vero colpevole).
- Pur essendo accreditata nei titoli come protagonista Barbara Hale sintetizza la sua comparsa in un cameo dove saluta sia Bill McKenzie che Ken Malansky. Per la prima e unica volta si scopre inoltre che Della Street ha una assistente di nome Janice.